# Ceratocystis autographa
Ceratocystis autographa är en svampart som beskrevs av B.K. Bakshi 1951. Ceratocystis autographa ingår i släktet Ceratocystis och familjen Ceratocystidaceae.   Inga underarter finns listade i Catalogue of Life.